# Сю ДиЧико
Сю ДиЧико (на английски: Sue DiCicco) (родена на 28 април 1959 г.) е американски скулптор, автор на детски книги и илюстратор, и основател на проекти за изкуствата на военна тематика и проекта „Жерав на мира“.
ДиЧико е родена в Южна Калифорния и започва във филмовата индустрия като аниматор в Уолт Дисни Къмпани, след като е посещавала Калифорнийския институт по изкуствата. Нейни съученици са били Тим Бъртън, Джон Ласитър, Крис Бък и Джо Ранфт. След две години в Cal Arts, тя работи за Дисни и други студия като аниматор, преди да отвори собствено студио. Тя е най-известна с многото си детски книги и създаването на Проекта „Жерав на мира“.

## Издател
ДиЧико е написала десетки и е илюстрирала стотици детски книги с приказки. През 90-те години на миналия век тя често си партнира с покойния си съпруг Гил ДиЧико, в DiCicco Studios и DiCicco Digital Arts. От 2014 г. ДиЧико е илюстратор на много класически златни книги, включително Poky Little Puppy, Shy Little Kitten, Tawny Scrawny Lion, Tootle и The Little Red Caboose. ДиЧико пише книга за Садако Сасаки заедно с по-големия брат на Садако, Масахиро Сасаки.

## Джон Денвър
На ДиЧико е възложено да извае статуя на Джон Денвър с героичен вид и размер за фондация Windstar през 2002 г. През 2013 г. фондация Windstar затваря вратите си и дарява статуята на Музикалната зала на славата в Колорадо. Статуята е открита на новото си място в Red Rocks Amphitheatre близо до тази на Джим Морисън, в Колорадо през пролетта на 2015 г. Бронзовата статуя се използва за набиране на средства и като годишна „Награда за дух на Джон Денвър“. Първоначалната скица на статуята е използвана от Taylor Guitar Company за създаване на ограничено издание на китарата на Джон Денвър, пусната през 2003 г.

## Проект „Жерав на мира“
В началото на 2013 г. ДиЧико основа Armed with the Arts с цел да въоръжи децата с уменията да се изразяват творчески. В допълнение към домакинството на Проекта „Жерав на мира“ всяка година, Armed with the Arts стартира световно певческо събитие през 2015 г. Фондацията обявява нова награда за творческа книга през 2018 г. Purpose Global включва проекта „Жерав на мира“ в своя встъпителен списък на 500-те най-влиятелни глобални инициативи за мир през 2016 г. Елън Дедженеръс публикува в Туитър за Проекта „Жерав на мира“ в Деня на мира през 2019 г., насърчавайки последователите си да участват.

## Личен живот
ДиЧико се жени за телевизионния журналист Роланд Смит през 2021 г.